# Expedition 60
Expedition 60 è stata la 60ª missione di lunga durata verso la Stazione spaziale internazionale, iniziata il 24 giugno 2019 con l'undocking della Sojuz MS-11.

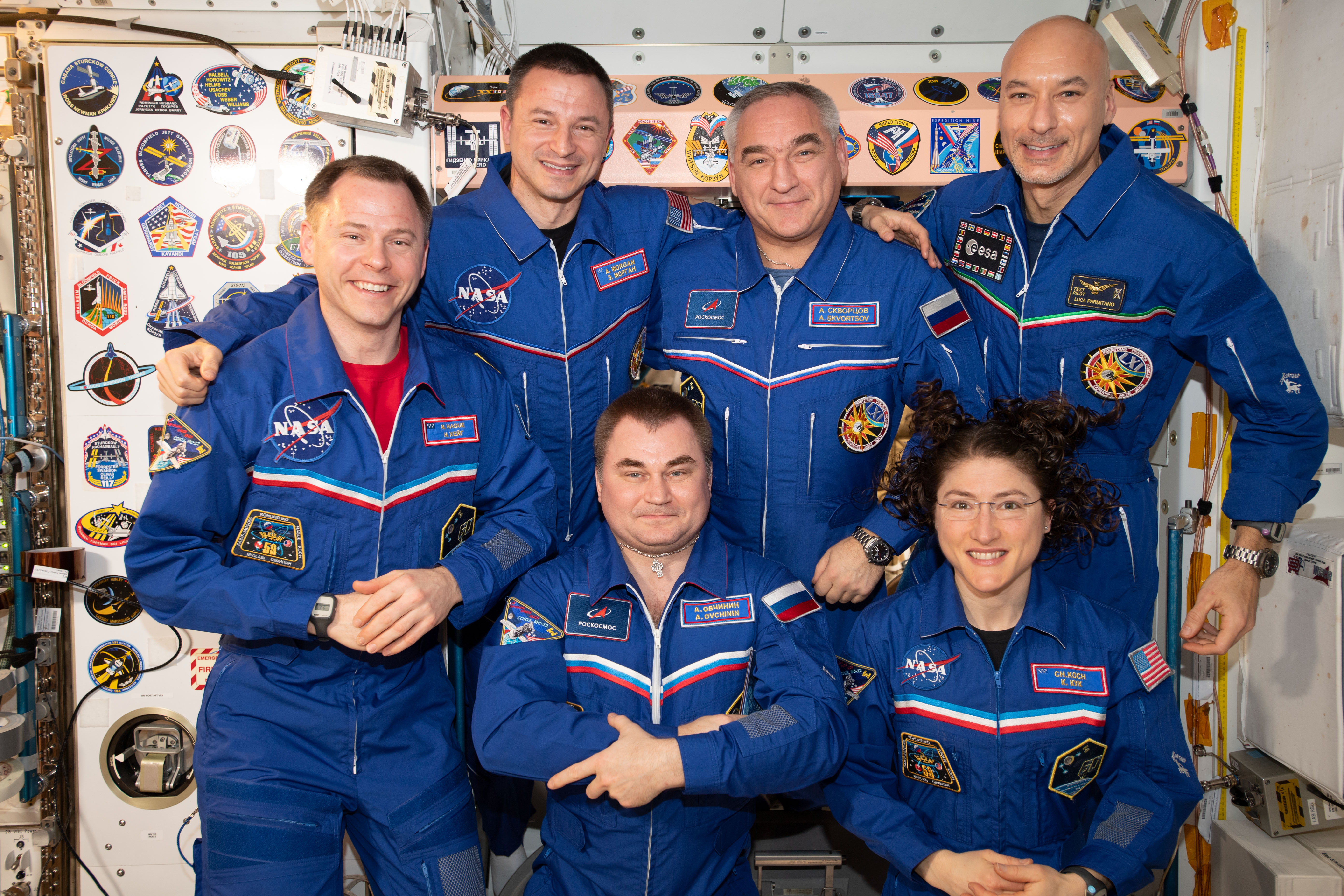
L'equipaggio dell'Expedition 60 nel modulo Unity

## Equipaggio
| Ruolo               | Giugno 2019                             | Luglio – Ottobre 2019                    |
| ------------------- | --------------------------------------- | ---------------------------------------- |
| Comandante          | Aleksej Ovčinin, Roscosmos Secondo volo | Aleksej Ovčinin, Roscosmos Secondo volo  |
| Ingegnere di volo 1 | Nick Hague, NASA Primo volo             | Nick Hague, NASA Primo volo              |
| Ingegnere di volo 2 | Christina Koch, NASA Primo volo         | Christina Koch, NASA Primo volo          |
| Ingegnere di volo 3 |                                         | Aleksandr Skvorcov, Roscosmos Terzo volo |
| Ingegnere di volo 4 |                                         | Luca Parmitano, ESA Secondo volo         |
| Ingegnere di volo 5 |                                         | Andrew Morgan, NASA Primo volo           |

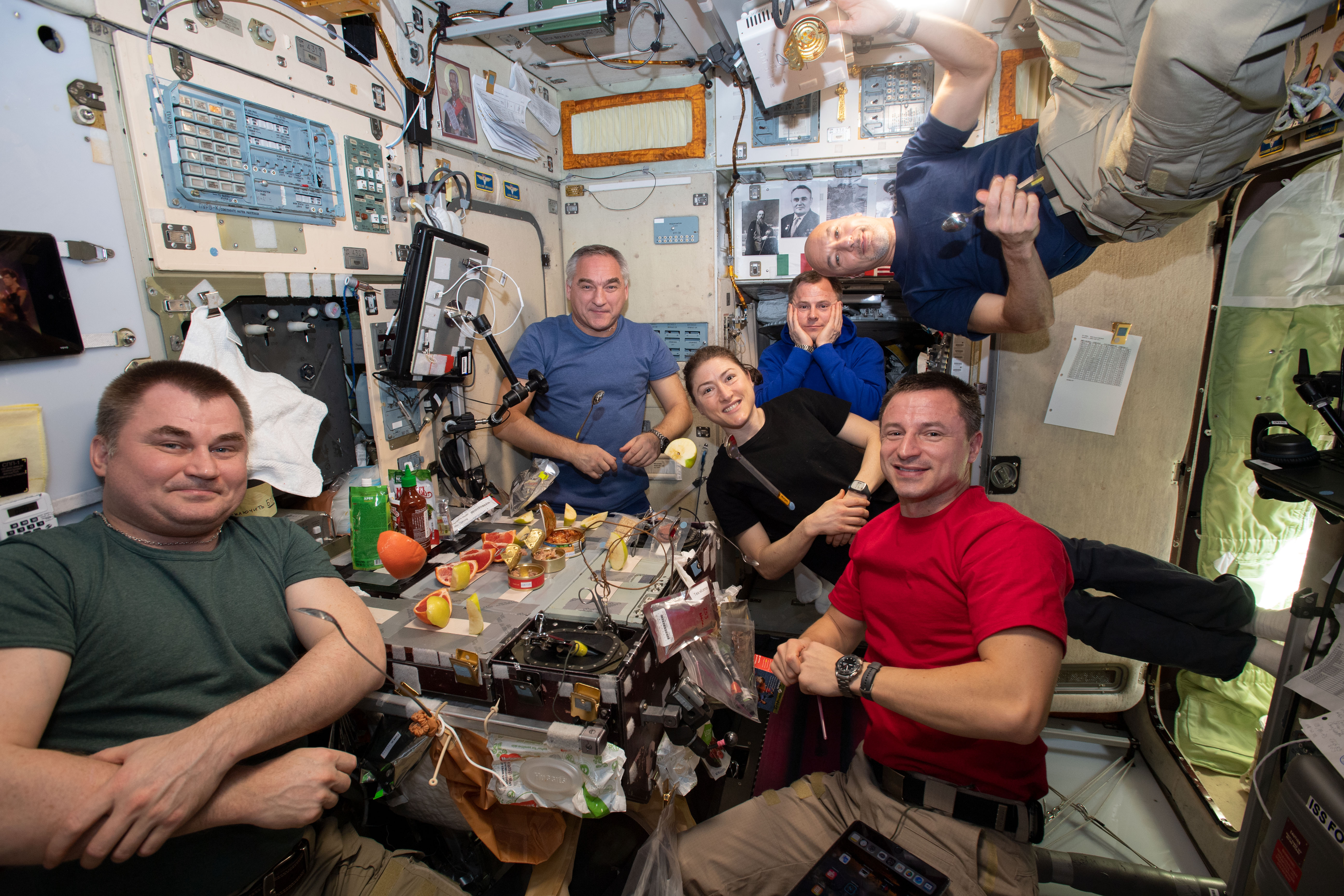
L'equipaggio dell'Expedition 60 trascorre del tempo insieme durante una cena nel modulo Zvezda del segmento russo

L'equipaggio della Sojuz MS-12 originariamente era composto da Oleg Skripočka e Christina Koch ma, a causa dell'incidente alla Sojuz MS-10, Roscosmos ha preferito sostituire Skripočka con Aleksej Ovčinin e far occupare il terzo seggiolino a Nick Hague.

## Missione

### Lancio e docking della Sojuz MS-13
Il 20 luglio 2019 alle 16:28 UTC la Sojuz MS-13 con a bordo Aleksandr Aleksandrovič Skvorcov, Luca Parmitano e Andrew Morgan è stata lanciata con un lanciatore Sojuz FG dalla rampa 1 del Cosmodromo di Bajkonur. Trascorse le sei ore di viaggio, alle 22:47 effettuò un docking automatico al boccaporto posteriore del modulo Zvezda del Segmento russo. L'equipaggio della Sojuz MS-12, Ovčinin, Hague e Koch, già presente a bordo ha dato il benvenuto a bordo al nuovo trio, prima della tradizionale chiamata con i rappresentanti delle Agenzie spaziali e i famigliari dell'equipaggio. A seguire l'equipaggio dell'Expedition 60 ormai al completo ha fatto un riepilogo delle procedure da seguire in caso di emergenza, tra cui incendio, depressurizzazione e ammoniaca a bordo.

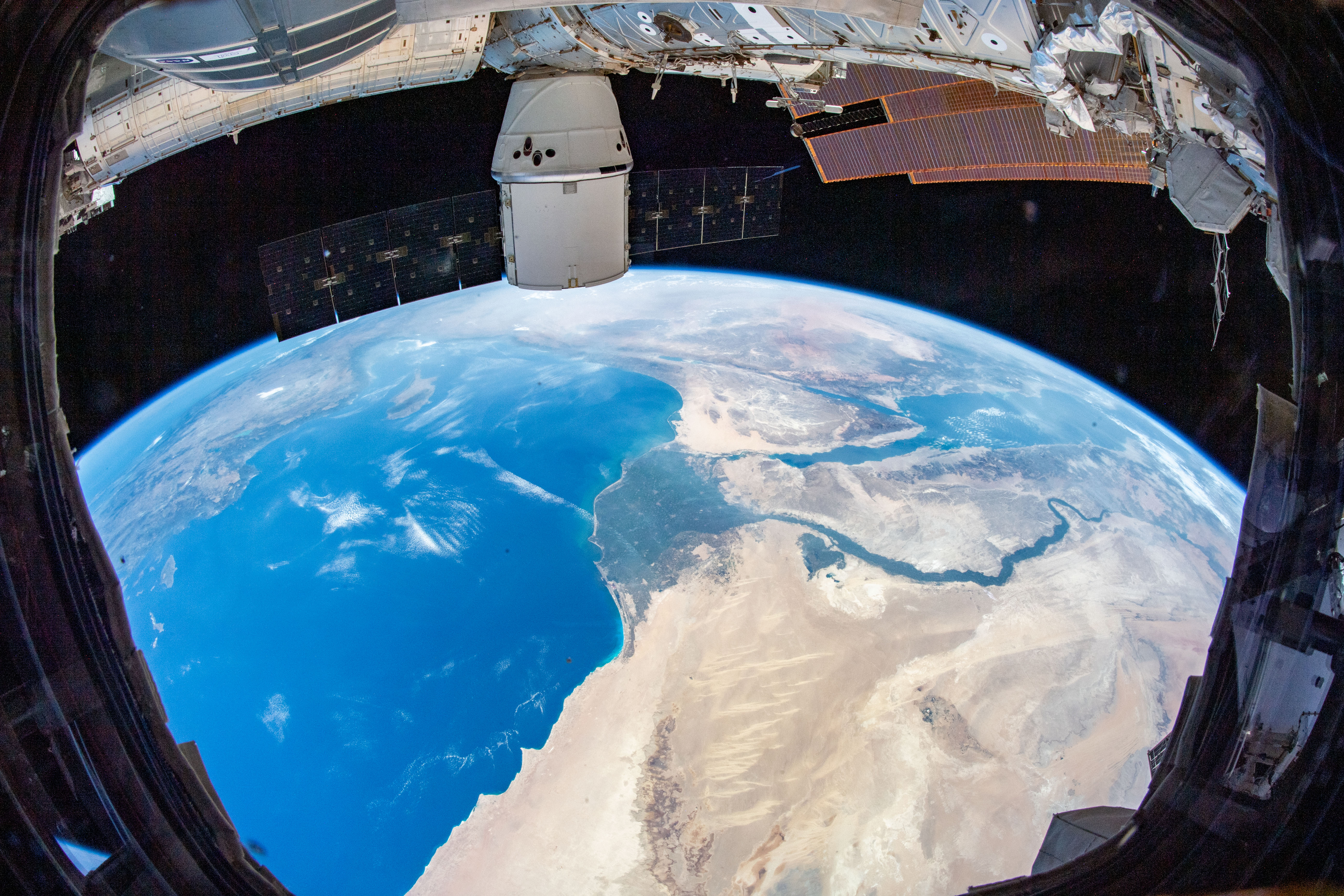
La navicella Dragon della missione SpX-18 agganciata al modulo Harmony

### Lancio e berthing della Dragon SpX-18
La prima missione di rifornimento di questa Expedition è stata la SpX-18 con la navicella Dragon, lanciata il 24 luglio 2019 dal Complesso di lancio 40 da Cape Canaveral. Il 27 luglio 2019 è stata catturata dal Canadarm2 pilotato dall'astronauta americano Hague, mentre la connazionale Koch ne controllava i sistemi. È stata poi agganciata dai Controllori a Houston al boccaporto nadir del modulo Harmony del Segmento americano dove resterà fino a fine agosto. A bordo erano presenti 2.300 kg di provviste e beni per l'equipaggio, hardware tra cui l'EMU N°3009, l'IDA-3 nel trunk non-pressurizzato di Dragon e numerosi esperimenti scientifici. Di questi ultimi i più importanti erano: BioRock, BioFabrication Facility, Goodyear Tire, Space Moss, Space Tango-Induced Pluripotent Stem Cells, Cell Science-02.

### Undocking della Progress MS-11
Dopo una permanenza di quattro mesi sulla Stazione, la navicella cargo russa Progress MS-11 piena di rifiuti si è sganciata autonomamente il 29 luglio 2019 dal boccaporto nadir di Pirs. Quattro ore dopo è entrata negli strati superiori dell'atmosfera fino a distruggersi sui cieli dell'Oceano Pacifico.

### Lancio e docking della Progress MS-12

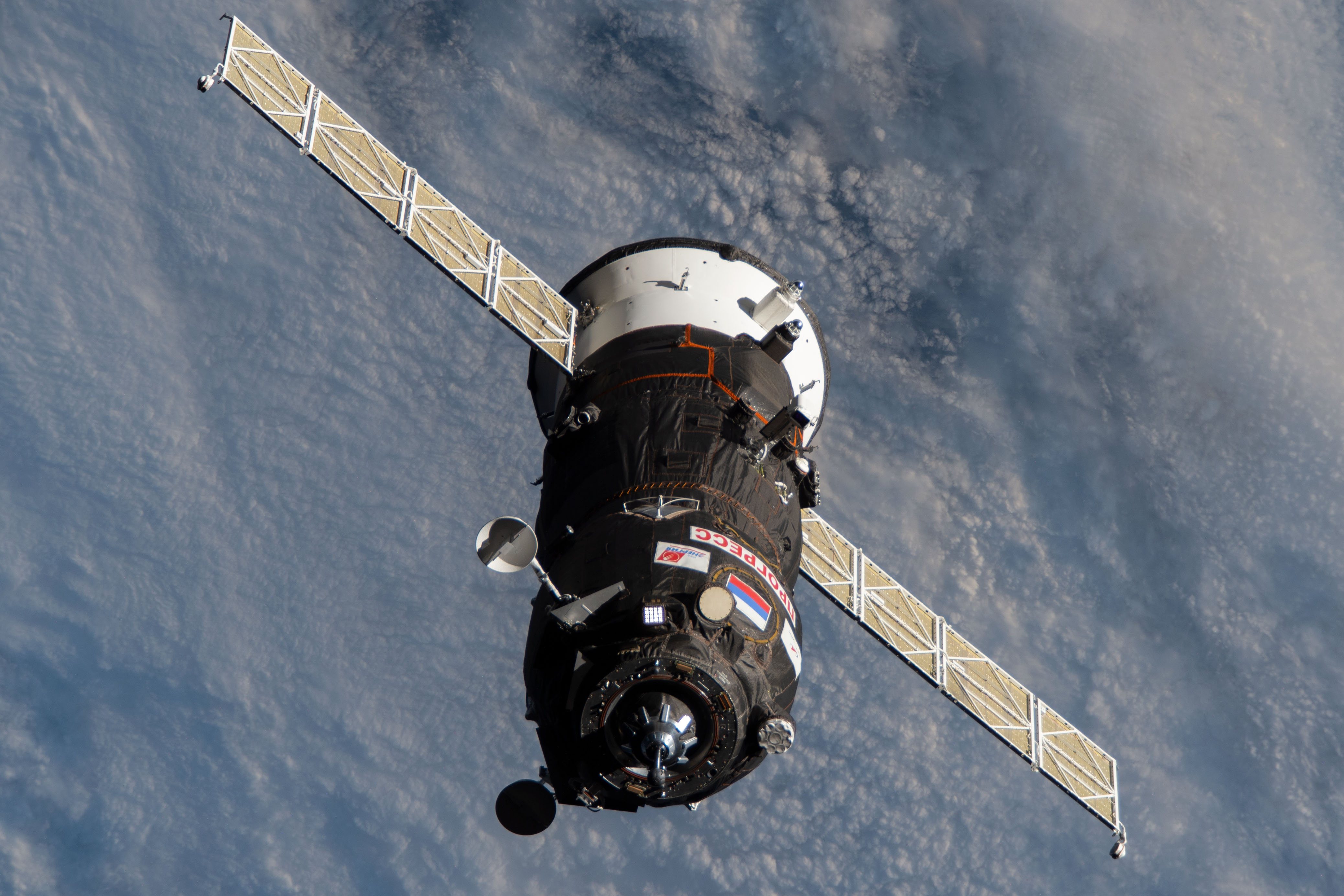
La Progress MS-12 si avvicina alla Stazione durante il docking

La navicella cargo russa Progress MS-12 è stata lanciata il 31 luglio 2019 alle 12:10 UTC dal Cosmodromo di Bajkonur, in Kazakistan carica di tre tonnellate di cibarie, vestiario e materiale igienico-sanitario per l'equipaggio, propellente, acqua e aria, e hardware per la Stazione. Dopo un viaggio di due orbite, si è agganciata autonomamente al modulo Pirs del Segmento russo alle 15:29 sotto la supervisione dei cosmonauti Ovčinin e Skvorcov. Si sgancerà dalla Stazione a metà dicembre 2019 (Expedition 61), dopo una permanenza di cinque mesi, durante i quali effettuerà dei reboost per innalzare l'orbita della Stazione.

### Unberthing della Cygnus NG-11
Il 6 agosto 2019 alle 16:15 UTC l'astronauta statunitense Hague ha rilasciato con il Canadarm2 la navicella cargo Cygnus NG-11, dopo che i controllori di volo l'avevano sganciata dal boccaporto nadir di Unity dove era rimasta agganciata per 109 giorni. Nei giorni precedenti, Hague e Koch avevano chiuso il portello della navicella e installato il SlingShot Deployer, un dispositivo che rilascia una serie di nanosatelliti nel momento in cui la navicella si trova a una distanza e altitudine di sicurezza dalla Stazione. Il giorno successivo all'unberthing con la ISS, Cygnus ha quindi rilasciato i nanosatelliti ma resterà in orbita intorno alla Terra fino a dicembre per svolgere dei test sui propri sistemi, prima di entrare in atmosfera e distruggersi durante il rientro. Durante questo periodo aggiuntivo un'altra navicella Cygnus verrà lanciata in orbita (Cygnus NG-12) e sarà la prima volta che due navicelle Cygnus si troveranno contemporaneamente nello spazio.

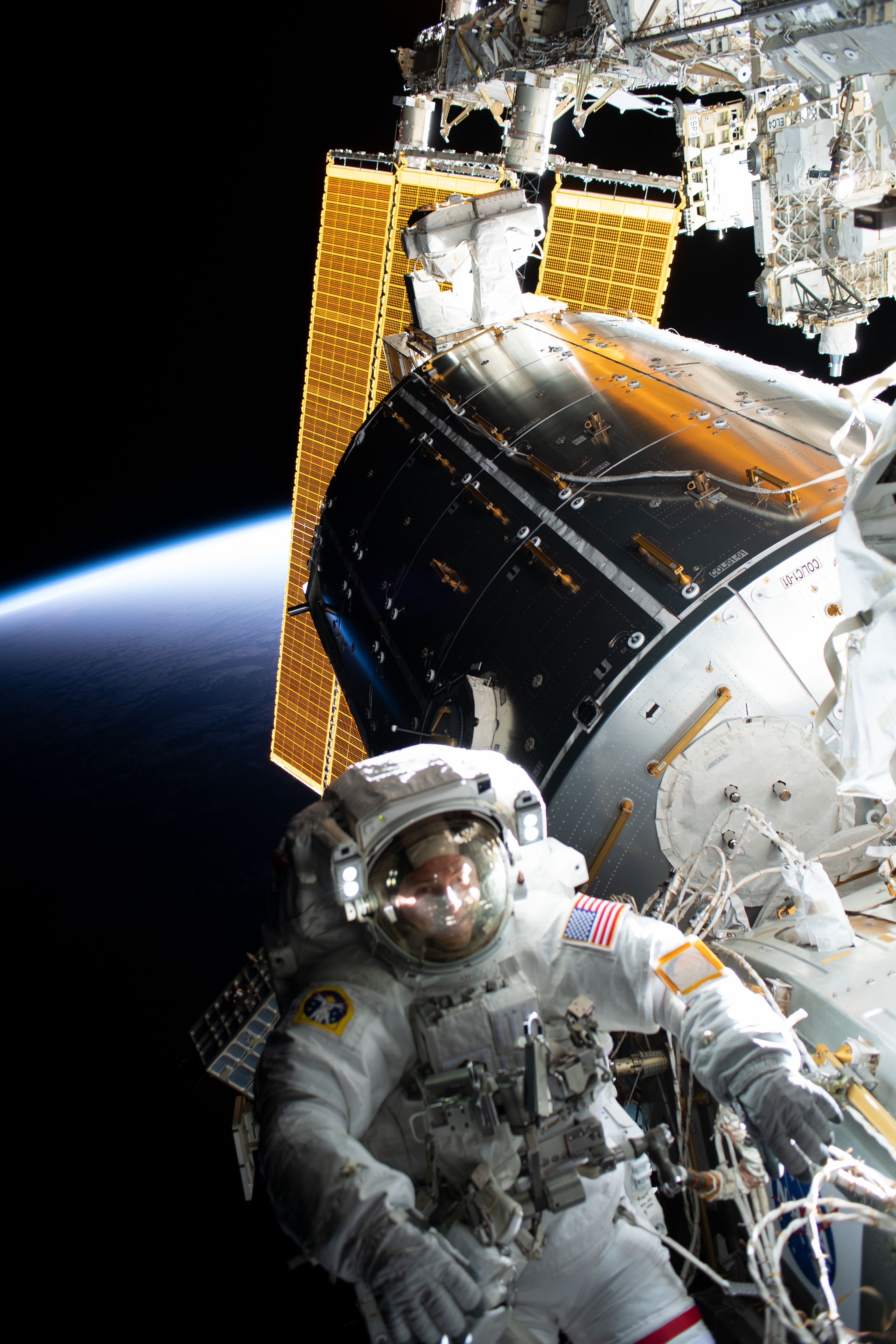
Nick Hague durante l'EVA vicino ai moduli Harmony e Columbus

### EVA 1 (USOS 55)
Il 21 agosto 2019 gli astronauti statunitensi Nick Hague (EV1, strisce rosse, camera #11) e Andrew Morgan (EV2, strisce bianche, camera #18) hanno svolto un'attività extraveicolare di 6 ore e 32 minuti, iniziata alle 12:27 UTC, per agganciare permanentemente l'IDA-3 alla Stazione. Due giorni prima dell'EVA, durante il periodo di riposo dell'equipaggio, i controllori di volo a Terra hanno utilizzato il Canadarm2 e Dextre per estrarre l'IDA-3 dal trunk della navicella cargo Dragon SpX-17 e posizionarlo circa 60 cm dal Pressurized Mating Adapter-3 (PMA-3) situato nel boccaporto zenith del modulo Harmony del Segmento americano della ISS per essere ispezionato. Durante l'EVA, gli astronauti hanno posizionato i ganci, poi chiusi da Koch all'interno della ISS, per agganciare definitivamente l'IDA (ormai a contatto con il PMA) e il PMA e hanno poi passato i cavi per i collegamenti elettrici e dati dell'IDA. Essendo avanzato del tempo sono stati passati dei cavi anche per migliorare la rete internet wireless della Stazione. È stata la 218 attività extraveicolare della Stazione, la terza per Hague (in totale 19 ore e 56 minuti) e la prima per Morgan.

### Lancio e docking della Sojuz MS-14
Il 22 agosto 2019 alle 03:38 UTC navicella senza equipaggio Sojuz MS-14 è stata lanciata dal Cosmodromo di Bajkonur a bordo di un lanciatore Sojuz 2.1a. Normalmente le navicelle Sojuz vengono lanciate con il lanciatore Sojuz FG e sono dotate di un equipaggio, ma questo lancio aveva lo scopo di testare i nuovi sistemi sia del lanciatore Sojuz 2.1a, come il sistema di controllo di volo digitale e il sistema propulsivo, sia della navicella Sojuz, come il sistema di navigazione e di movimento e il sistema di controllo di discesa, e per capire se questi nuovi sistemi riuscivano a lavorare bene insieme. Il lancio è avvenuto nominalmente portando in orbita 700 kg di carico (compreso il robot Fedor e l'esperimento italiano Mini-EUSO) ma il docking automatico al boccaporto di Poisk previsto per il 24 agosto alle 5:31 UTC non ha avuto successo. In particolare, dopo aver raggiunto la distanza di 200 m dalla Stazione ed essersi allineata al boccaporto di Poisk, la Sojuz MS-14 non è stata in grado di stabilire un contatto stabile con l'obiettivo del sistema Kurs. Quando la Sojuz si trovava a 60 m dalla Stazione, il Centro di controllo di Mosca ha preferito dare l'ordine (alle 5:36 UTC) al cosmonauta Ovčinin di mandare il comando per l'interruzione del tentativo di docking. A differenza delle navicelle cargo Progress che sono dotate del sistema di controllo remoto TORU e che quindi possono essere controllate dai cosmonauti a bordo della ISS in caso di problemi con il sistema automatico, le Sojuz se riscontrano problemi durante il docking hanno, di solito, un cosmonauta presente a bordo che può prendere il controllo manuale e eseguire il docking. La Sojuz MS-14 però non aveva equipaggio a bordo e quindi poteva eseguire il docking solo in modo automatico. Dopo aver ricevuto il comando di interruzione la navicella si è allontanata dalla Stazione, portandosi a una distanza di sicurezza. Inizialmente il Centro missione aveva intenzione di far eseguire subito dopo un secondo tentativo di docking ma, dopo aver notato che i problemi erano stati causati dal sistema Kurs del modulo Poisk, hanno deciso di sostituire l'amplificatore del segnale del sistema Kurs del modulo della Stazione prima di ritentare il docking il 26 agosto. Nelle ore successive tuttavia, hanno deciso di non poter rischiare di avere un ulteriore tentativo fallito, a causa della poca autonomia della Sojuz in volo libero ed hanno quindi deciso di cambiare boccaporto di docking per la Sojuz MS-14. Al momento del primo tentativo di docking della Sojuz MS-14 il boccaporto Poisk era l'unico libero, dato che i boccaporti del Segmento russo Rassvet, Pirs e Zvezda erano tutti occupati rispettivamente dalla Sojuz MS-12, Progress MS-12 e Sojuz MS-13. Il Centro di controllo missione ha però pianificato un cambio di boccaporto per la Sojuz MS-13 che è avvenuto alle 3:34 UTC del 26 agosto per passare dal boccaporto di Zvezda a quello di Poisk. Il cambio è stato effettuato manualmente dal comandante Skvorcov con tutti i tre membri dell'equipaggio della Sojuz MS-13 presenti a bordo, perché in caso di problemi irrisolvibili durante il re-docking poteva essere necessario ritornare sulla Terra mettendo fine alla missione. Nonostante ciò, questa manovra è stata effettuata con successo decine di volte durante il programma della ISS, lo stesso Luca Parmitano con il comandante Jurčichin e l'ingegnere di volo2 Nyberg avevano effettuato un cambio di boccaporto nel 2013 a bordo della Sojuz TMA-09M. Una volta che il boccaporto di Zvezda è stato liberato, la Sojuz MS-14 ha potuto effettuare il docking al boccaporto di Zvezda il 27 agosto alle 3:08 UTC, dove è restata agganciata sino al 6 settembre 2019. Il 19 settembre il cosmonauta Skvorcov ha riferito al Centro di controllo missione a Mosca che la causa del malfunzionamento del sistema Kurs durante il primo tentativo di docking della Sojuz MS-14 nel modulo Poisk era un cavo scollegato.

### Unberthing della Dragon SpX-18
Nonostante le procedure impreviste del giorno precedente, la navicella Dragon è stata sganciata dalla Stazione come pianificato il 27 agosto alle 14:59 UTC dai controllori di volo a Terra sotto la supervisione dell'astronauta americana Koch. L'ammaraggio della Dragon è previsto intorno alle 20:20 UTC nell'Oceano Pacifico, dove verrà recuperata il prima possibile dalle squadre di recupero per mettere in sicurezza il carico composto principalmente dai campioni degli esperimenti prodotti in orbita.

### Undocking della Sojuz MS-14
Dopo 16 giorni di missione, il 6 settembre alle 18:14 UTC la Sojuz MS-14 con a bordo il robot Fedor si è sganciata autonomamente dal modulo Zvezda della ISS e alle 21:32 è atterrata nella zona centro meridionale del Kazakistan. Durante l'atterraggio sono stati dimostrati il nuovo sistema di movimento e il nuovo sistema di controllo di rientro digitalizzato basato sull'uso dei giroscopi in fibra ottica invece del vecchio sistema analogico. Questi nuovi sistemi potrebbero portare al trasporto di un maggior carico futuro a bordo di una Sojuz cargo (Sojuz GVK) dalla ISS alla Terra.

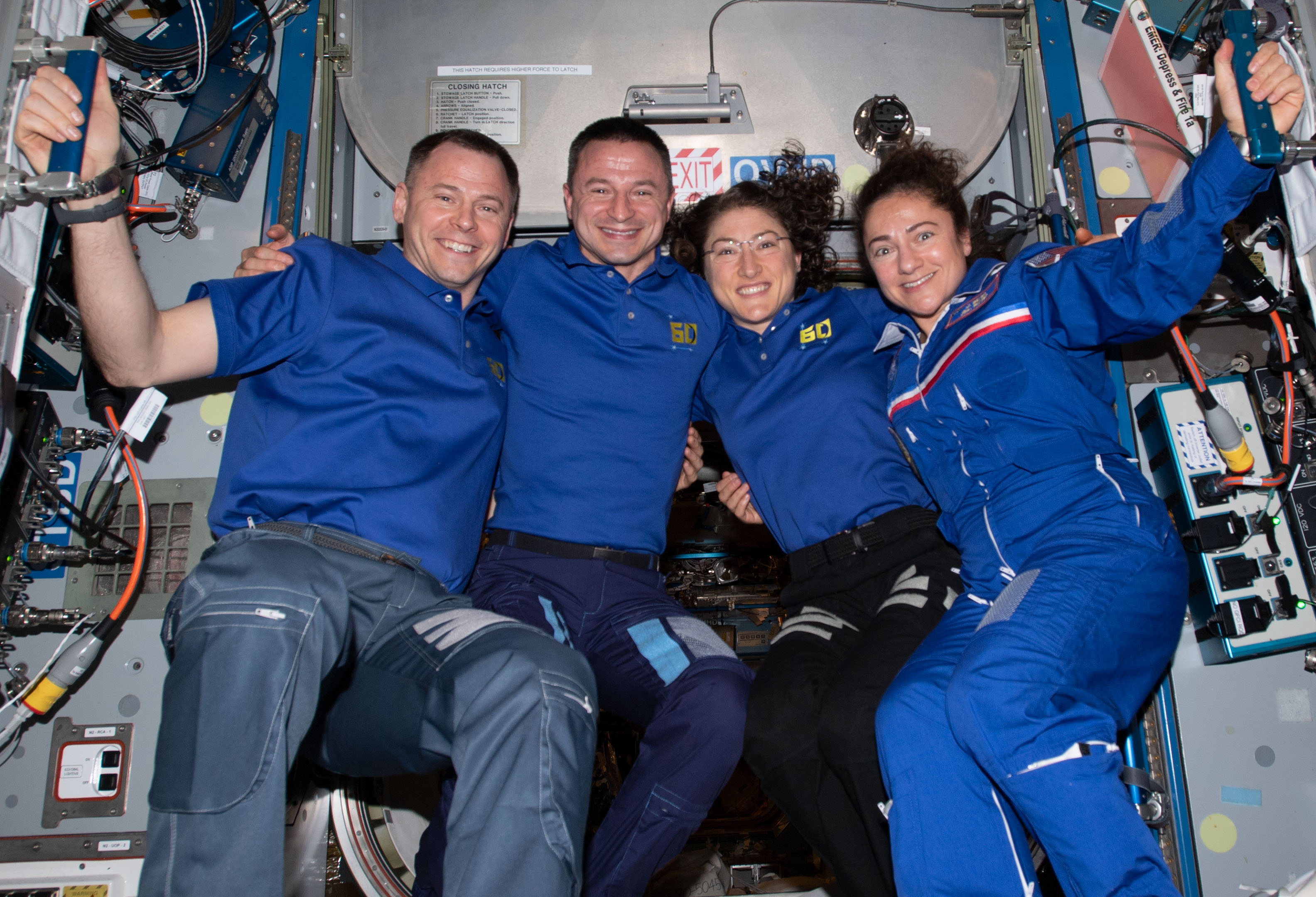
I quattro membri del Gruppo 21 della NASA. Da sx: Hague, Morgan, Koch e Meir

### Lancio e docking della Sojuz MS-15
Il 25 settembre 2019 alle 13:57 UTC è stata lanciata la Sojuz MS-15 con a bordo Oleg Skripočka, Jessica Meir e il partecipante al volo Hazza Al Mansouri. Utilizzando il profilo di volo breve, dopo sei ore di viaggio, alle 19:42 UTC si sono agganciati al boccaporto Zvezda nel Segmento russo. Prima di concludere la giornata lavorativa, gli equipaggi hanno partecipato alla conferenza con le famiglie a Terra e ripassato le operazioni da compiere in caso di emergenza a bordo. Skripočka e Meir rimarranno sulla ISS fino ad aprile 2020 per le Expedition 61/62 mentre Al Mansouri tornerà sulla Terra il 3 ottobre 2019 a bordo della Sojuz MS-12 con Ovčinin e Hague. Con il docking della Sojuz MS-15 si sono riuniti quattro membri del Gruppo 21 degli astronauti NASA: Hague, Koch, Morgan e Meir.

### Lancio e berthing dell'HTV-8
Dopo numerosi rinvii, la navicella cargo giapponese HTV-8, anche nota come Kounotori, che significa Cicogna bianca in giapponese, è partita dal Centro spaziale di Tanegashima il 24 settembre a bordo di un lanciatore H-IIB. Dopo quattro giorni di viaggio, il 28 settembre è stata catturata da Koch con il braccio robotico Canadarm2 con l'assistenza di Morgan. A quel punto il controllo del Canadarm2 è passato ai controllori di volo ROBO del Centro di controllo missione che hanno manovrato il braccio eseguendo un berthing tre ore dopo della navicella al boccaporto nadir del modulo Harmony del Segmento americano. La navicella ha consegnato 5300 kg di carico di cui 3400 kg nel vano pressurizzato. Tra gli esperimenti principali a bordo ci sono Cell Biology Experiment Facility (CBEF-L), un piccolo sistema di telecomunicazioni ottico SOLISS e Hourglass, che analizza gli effetti della gravità sulla polvere e sul materiale granulare. Nel vano non-pressurizzato sono presenti sei nuove batterie ioni litio per la ISS che verranno sostituite nelle EVA dell'Expedition 61. L'HTV-8 rimase agganciata alla Stazione fino alla fine di ottobre 2019.

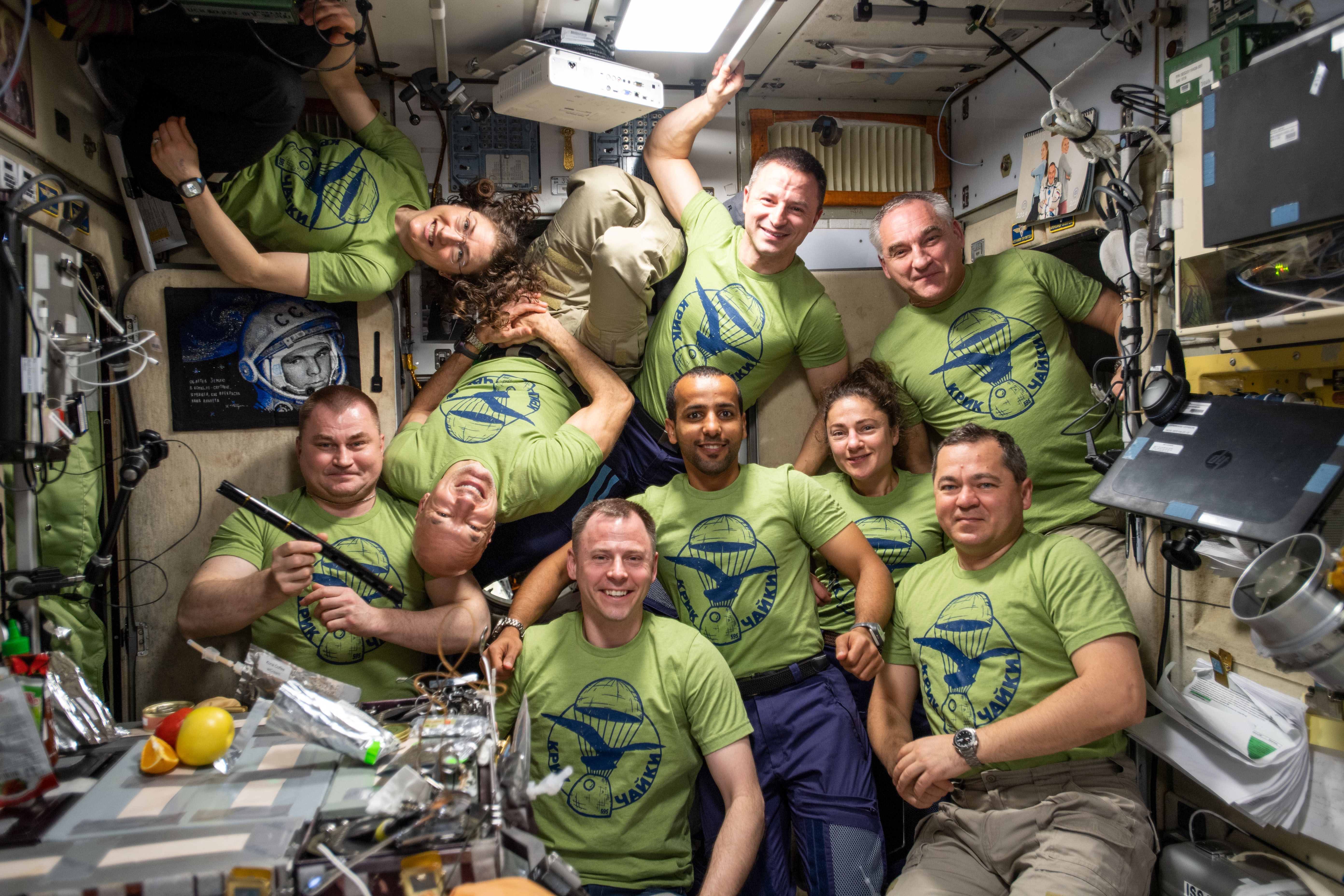
I nove membri a bordo della ISS durante l'ultima settimana dell'Exp 60

### Cambio di comando Ovčinin – Parmitano
Il 2 ottobre alle 13:20 UTC il comandante dell'Expedition 60 Ovčinin ha passato il comando della Stazione all'astronauta italiano Parmitano per l'Expedition 61. Parmitano sarà il primo italiano e il terzo europeo a ricoprire questo incarico. L'Expedition 60 si è conclusa ufficialmente il 3 ottobre alle 07:37 UTC al momento dell'undocking della Sojuz MS-12 con a bordo Ovčinin, Hague e il partecipante al volo Hazza Al Mansouri. Koch, che era partita con la Sojuz MS-12, tornerà sulla Terra a bordo della Sojuz MS-13 al posto di Morgan il 6 febbraio 2020. Morgan invece resterà a bordo anche per l'Expedition 62 e tornerà a bordo della Sojuz MS-15 ad aprile 2020.

## Esperimenti

### Acoustic Diagnostics
L'indagine Acoustic Upgraded Diagnostics In-Orbit (Acoustic Diagnostics) testa l'udito dei membri dell'equipaggio della ISS prima, durante e dopo il volo. Questo studio valuta i possibili effetti negativi del rumore e dell'ambiente di microgravità a bordo dell'ISS sull'udito umano. L'indagine confronta la relazione tra il rilevamento delle emissioni otoacustiche, i suoni generati naturalmente dall'interno dell'orecchio interno e i livelli di perdita dell'udito quando vengono esposti ad ambienti rumorosi. Esperimento italiano realizzato dal Dipartimento di Fisica dell'Università degli Studi di Roma Tor Vergata.

### ACE-T-10
Advanced Colloids Experiment-Temperature-10 (ACE-T-10) studia la cinetica della crescita, le dinamiche microscopiche e i processi di ristrutturazione in strutture ordinate e disordinate come cristalli colloidali, vetro e gel. L'indagine studia la nucleazione cristallina nei fluidi colloidali, l'origine dell'invecchiamento nel vetro e gel, nonché la natura eterogenea della dinamica microscopica in queste strutture. Lo studio deve essere condotto in microgravità, poiché le sollecitazioni gravitazionali influenzano la struttura e la crescita di questi solidi da colloidi. È stato lanciato a bordo della navicella cargo Cygnus NG-11 il 17 aprile 2019.

### Actiwatch Spectrum
Lo Actiwatch Spectrum System è un monitor impermeabile, non intrusivo, sonno-veglia a forma di orologio indossato al polso di un membro dell'equipaggio. Il dispositivo contiene un accelerometro per la misurazione del movimento e fotodiodi sensibili al colore (un fotorivelatore in grado di convertire la luce in tensione) per il monitoraggio dell'illuminazione ambientale. Insieme, queste funzionalità consentono a Actiwatch Spectrum di analizzare i ritmi circadiani, i modelli sonno-veglia e l'affaticamento giornaliero dell'astronauta.

### Amyloid Aggregation
L'obiettivo dell'indagine Amyloid Aggregation è quello di valutare se l'aggregazione di fibrille amiloidi è influenzata dalla microgravità al fine di identificare un possibile rischio professionale negli astronauti che trascorrono lunghi periodi a bordo della ISS o in generale nello spazio. Inoltre, poiché l'accumulo di proteine è una caratteristica predominante di molte malattie neurodegenerative, una comprensione più profonda del meccanismo alla base dell'aggregazione dei peptidi potrebbe essere un obiettivo cruciale nella ricerca delle neuroscienze. Esperimento italiano realizzato dall'Istituto Zooprofilattico Sperimentale Piemonte Liguria e Valle d'Aosta.

### BioFabrication Facility
L'utilizzo di stampanti biologiche 3D per produrre organi umani utilizzabili è stato a lungo un sogno di scienziati e medici di tutto il mondo. Tuttavia, la stampa delle piccole strutture complesse che si trovano all'interno degli organi umani, come le strutture capillari, si è dimostrata difficile da realizzare nell'ambiente gravitazionale terrestre. Per superare questa sfida, Techshot ha progettato il suo BioFabrication Facility per stampare tessuti simili ad organi in microgravità, fungendo da trampolino di lancio in un piano a lungo termine per la produzione di organi umani interi nello spazio. È stato lanciato a bordo della navicella cargo Dragon SpX-18 il 24 luglio 2019.

### Biorock
I microbi che crescono sulla superficie delle rocce possono scomporre gradualmente quest'ultime ed estrarre minerali; questo processo naturale viene chiamato bioestrazione. La gravità però influenza questo processo, ad esempio a bassa gravità viene riscontrata una riduzione della convezione termica, e in assenza di microgravità riduzione al minimo dell'agitazione naturale di liquidi e gas e può limitare l'approvvigionamento di nutrimenti e ossigeno ai batteri - portando a una soppressione della crescita, della proliferazione e dell'estrazione mineraria. Gli obiettivi dell'indagine Biorock sono verificare e quantificare questa ipotesi e scoprire se si verificano cambiamenti morfologici e genetici nei biofilm. Pur essendo relativamente comune sulla Terra, la bioestrazione potrebbe aiutare gli esploratori sulla Luna o su Marte ad acquisire i materiali necessari, riducendo la necessità di utilizzare risorse preziose dalla Terra e la quantità di rifornimenti che gli esploratori devono portare con sé, oltre a portare allo sviluppo di sistemi di supporto vitale con componenti microbici. È stato lanciato a bordo della navicella cargo Dragon SpX-18 il 24 luglio 2019.

### Cell Science-02
L'indagine Cell Science-02 (CS-02) utilizza cellule progenitrici di osteoblasti isolati dalle ossa dei topi per studiare gli effetti della microgravità sui processi cellulari osteoblasti a livello molecolare e biochimico. Esso utilizza un approccio omico di biologia computazionale per studiare come gli osteoblasti rispondono al trattamento con due fattori osteo-induttivi noti. Esamina gli effetti della microgravità sulla guarigione e sulla rigenerazione dei tessuti e sugli agenti che inducono tale guarigione. L'indagine ha lo scopo di migliorare la comprensione di come i fattori di crescita selezionati influenzano la rigenerazione dei tessuti a livello molecolare e biochimico e contribuisce a sviluppare migliori contromisure contro la perdita di massa ossea sperimentata dagli astronauti nello spazio. Potrebbe portare inoltre a potenziali applicazioni per coloro che hanno problemi di guarigione delle ferite gravi e per il trattamento della perdita ossea a causa dell'osteoporosi sulla Terra. È stato lanciato a bordo della navicella cargo Dragon SpX-18 il 24 luglio 2019.

### Goodyear Tire
L'esperimento Pushing the Limits of Silica Fillers for Tire Applications (Goodyear Tire) valuta la creazione di nuove forme e strutture di silice utilizzando tecniche tradizionali per formare riempitivi di silice in microgravità. L'ambiente spaziale può portare a risultati non possibili in ambienti terrestri, per comprensione meglio la morfologia della silice e il rapporto tra struttura e proprietà della silice per migliorare il processo di progettazione della silice, nonché la formulazione della gomma dalla silice, e la produzione e le prestazioni degli pneumatici a Terra. È stato lanciato a bordo della navicella cargo Dragon SpX-18 il 24 luglio 2019.

### Lighting Effects
A causa delle 16 albe e 16 tramonti sperimentati a bordo della ISS durante una giornata, è necessario per l'equipaggio regolare il loro tempo tramite gli orologi e le luci a bordo. Per migliorare la salute e il benessere dell'equipaggio le lampadine della ISS sono state quindi sostituite con un nuovo sistema progettato per cambiare intensità e colore durante il giorno. The Testing Solid State Lighting Countermeasures to Improve Circadian Adaptation, Sleep, and Performance During High Fidelity Analog and Flight Studies for the International Space Station (Lighting Effects) studia l'impatto del cambiamento dalle lampadine fluorescenti al LED con intensità e colore regolabili e mira a determinare se le nuove luci possono migliorare i ritmi circadiani, il sonno e le prestazioni cognitive dell'equipaggio. I risultati di questa indagine hanno anche importanti implicazioni per le persone sulla Terra che utilizzano per lunghi periodi la luce artificiale.

### Micro 15
Le cellule staminali sono in grado di diventare qualsiasi tipo di cellula del corpo, un processo noto come differenziazione cellulare, ma la microgravità può influenzare e alterare questa capacità. Study of Mammalian Pluripotent Stem Cells in Microgravity (Micro-15) indaga sui meccanismi alla base degli effetti della microgravità sui tempi, progressione e risultati della differenziazione cellulare. L'indagine utilizza colture tridimensionali di cellule staminali dei mammiferi trovate negli embrioni di sviluppo precoce.

### NutrISS
I voli spaziali di lunga durata inducono cambiamenti rilevanti nella composizione corporea e nella perdita di massa corporea. Nell'indagine Nutrition Monitoring for the International Space Station (NutrISS) viene svolta una valutazione periodica della composizione corporea (peso corporeo, massa grassa e massa magra) durante il volo spaziale a bordo della Stazione con un dispositivo di analisi bio-impedibile dedicato per consentire la misurazione delle variazioni del bilancio energetico a lungo termine. Sulla base di questi dati, si ipotizza che una dieta regolata che mantiene un equilibrio energetico quasi neutro, e/o aumentando le proteine, l'assunzione può limitare la perdita muscolare e ossea indotta dalla microgravità nei membri dell'equipaggio. Esperimento italiano realizzato dall'Università degli Studi di Trieste.

### Palm Tree Growth
L'esperimento Palm Tree Growth degli Emirati Arabi Uniti (UAE) esamina la germinazione dei semi di palma di dattero al fine di determinare le migliori condizioni per la crescita di campioni di tessuto per la ricerca. Un processo per la coltivazione di tessuto vegetale sano in microgravità potrebbe essere adattato per testare altre piante indigene di interesse scientifico, commerciale o educativo negli UAE. L'indagine osserva e documenta anche la crescita della microgravità per scopi educativi.

### SlingShot
SlingShot è una struttura contenente diversi cubesat che gli astronauti installano prima dell'unberthing del veicolo Cygnus dalla ISS. Una volta sganciato e allontanatosi ad una distanza di sicurezza, il veicolo usa i suoi propulsori per innalzare la sua orbita fino a 500 km di altitudine dove rilascia i cubesat. A differenza dei cubesat rilasciati ad un'orbita più bassa che deorbitano nel giro di poco tempo, questi cubesat rimarranno in orbita per almeno due anni permettendo test e ricerche più approfondite.

### Space Moss
I muschi, piccole piante senza radici, hanno bisogno solo di una piccola area per crescere. Queste piante mostrano cambiamenti nella biomassa e nel tasso di fotosintesi in risposta ai cambiamenti della gravità; questi fattori potrebbero rivelarsi un vantaggio per il potenziale uso dei muschi come fonte di cibo e ossigeno nello spazio e nelle future basi sulla Luna o su Marte (astronomia). Space Moss confronta la crescita dei muschi coltivati a bordo della Stazione Spaziale con quelli coltivati sulla Terra per determinare in che modo la microgravità influisce sulla crescita, lo sviluppo, l'espressione genica, la fotosintesi e altre caratteristiche. L'indagine fornisce anche una migliore comprensione dei meccanismi di risposta del muschio alla microgravità, con potenziali applicazioni per capire come far crescere meglio le piante sulla Terra. È stato lanciato a bordo della navicella cargo Dragon SpX-18 il 24 luglio 2019.

### Space Tango
L'esperimento Space Tango – Induced Pluripotent Stem Cells (iPSC) esamina come le cellule microgliali crescono e si muovono nelle colture tridimensionali (3D) e i cambiamenti dell'espressione genica che si verificano in microgravità. Le microglia sono un tipo di cellule di difesa immunitaria che si trovano nel sistema nervoso centrale. Comprendere il modo in cui le cellule nervose crescono e sopravvivono insieme ai cambiamenti che accompagnano l'espressione genica nella microgravità è essenziale per proteggere la salute degli astronauti, in particolare nelle missioni di lunga durata. Questa indagine sulla coltura cellulare a lungo termine è anche la prima a utilizzare cellule staminali pluripotenti indotte umane (iPSC) in microgravità per studiare il morbo di Parkinson e la sclerosi multipla. Cellule adulte geneticamente programmate per tornare a uno stato di cellule staminali embrionali, gli iPSC potrebbero potenzialmente fornire una fonte illimitata di qualsiasi tipo di cellula umana per scopi terapeutici. Questa ricerca potrebbe fornire preziose informazioni sui processi di queste malattie e portare ad una migliore prevenzione e trattamenti. È stato lanciato a bordo della navicella cargo Dragon SpX-18 il 24 luglio 2019.